# Boenninghausenia japonica
Boenninghausenia japonica là một loài thực vật có hoa trong họ Cửu lý hương. Loài này được (Siebold ex Miq.) Nakai mô tả khoa học đầu tiên năm 1922.